# Чан Квон Ок
Чан Квон Ок (кор. 장권옥; род. 7 сентября 1967 года, в Тэгу провинция Кёнсан-Пукто) — южнокорейский шорт-трекист. Бронзовый призёр чемпионата мира. Окончил Корейский национальный спортивный университет на факультете физического воспитания.

## Спортивная карьера
Чан Квон Ок, сын отца Чан Гван Му и матери Ким Бок Дук, учился в средней школе Кёнсин в Тэгу и впервые пробился в национальную сборную в старшем классе средней школы. На чемпионате мира в Монреале он остался запасным в эстафете, а команда заняла 10-е место. В следующий раз он участвовал на чемпионате мира в Солихалле в 1989 году и завоевал бронзовую медаль в эстафете. Чан завершил карьеру спортсмена в 1990 году. С 1990 по 1992 год был армейским тренером.

## Карьера тренера
В 1994 году он переехал в Сидней и поступил в KVB для изучения архитектуры, а затем в 2001 году переехал в США, где тренировал фигуристов в Вашингтоне, округ Колумбия, на неполный рабочий день. Там открыл для себя  Шани Дэвиса, который стал первым чернокожим спортсменом, выигравшим индивидуальную золотую медаль зимних Олимпийских игр в Турине, в беге на 1000 м среди мужчин. 
В 2004 году Чан был нанят в качестве тренера национальной сборной США, в 2006 году Олимпийский комитет США назвал его тренером года по шорт-треку. В 2010 году он получил две награды за выдающийся тренерский опыт от Американского олимпийского комитета за свой вклад в проведение зимних Олимпийских игр в Ванкувере. В том же году в мае вступил в должность тренера в сборной России и тренировал до октября 2011 года. С конца года 2012 года работал тренером в Казахстане. 
С 1 мая 2019 года по 30 апреля 2020 года тренировал национальную сборную Кореи, а с марта 2021 года работает тренером в клубе Potomac Speedskating Club в Вашингтоне. Также с апреля 2016 года и по настоящее время президент и основатель JJ интернациональной Академии. В 2004 году он женился на Ян Чжон Э, которая работала менеджером отеля.